# Villabrázaro
Villabrázaro község Spanyolországban,  Zamora tartományban. Villabrázaro San Cristóbal de Entreviñas községgel határos. Lakosainak száma 263 fő (2024).

## Népesség
A település népessége az utóbbi években az alábbiak szerint változott:
| Lakosok száma | 364  | 352  | 332  | 309  | 284  | 258  | 216  | 252  | 239  | 263  |
|               | 2001 | 2004 | 2007 | 2009 | 2012 | 2014 | 2017 | 2019 | 2022 | 2024 |